# 2021年防止外来干预（对应措施）法令
《2021年防止外来干预（对应措施）法令》（英語：Foreign Interference (Countermeasures) Act 2021），简称“FICA”，是新加坡一项用以应对外来渗透干预的法令。2021年10月4日，法令三讀通过。

## 历史
早在2017年，新加坡政府就已提出当局需要针对新加坡所面对的外来干预立法。2019年9月，时任律政部长尚穆根指出新加坡时政网站“网络公民”雇佣了包括马来西亚人在内的外国人，几乎完全针对新加坡的社会和政治事务撰写负面文章。为此，尚穆根表示设立反渗透法是必要的，国家不能采取不干涉的态度，因为外国干涉新加坡事务是“主权和国家安全问题”。
此前，澳大利亚，中国和俄罗斯等国家来也通过了类似的阻止外国干涉内政的法律。

### 立法
2021年3月1日，时任内政部第二部长杨莉明透露，政府正在研究拟定反渗透法，以获取信息调查试图干预新加坡政治的活动是否由外国行为者进行。
2021年9月13日，政府首次公布该法，进行并通过了一读。内政部表示新拟的法律将加强新加坡防止、发现和破坏外国通过敌对信息宣传活动和使用当地代理人对其国内政治进行干涉的能力。
2021年9月30日，非选区议员梁文辉提出请愿拖延法案通过，但未能成功。
2021年10月4日，国会在经过十小时的辩论后，于当日晚上11点15分左右，以75张支持票对11张反对票三读通过法案。其中，所有人民行动党议员投下支持票，工人党十位议员和前进党非选区议员梁文辉投下反对票。两名官委议员弃权。在辩论中，尚穆根发表了一场长达两个小时的演讲为FICA辩护，同时表示政府将接受工人党提出的44项修正案中的一部分。

## 内容
法令赋予内政部长权力向各类对象，如社媒平台、电子服务平台、互联网接入服务商，以及经营网站、部落格或社媒页面的人发布指示，协助当局调查和对付源自国外并针对新加坡的恶意宣传。
如有理由相信社媒或其他电子服务用户的账号被用作或即将被用作敌意信息宣传，内政部长可以发布账户内容限制指示（英語：Account Restriction Direction），屏蔽账户内容，无法在新加坡看到。如内容煽动暴力或引起群体间的敌意，部长也可要求信息散播者立即停止向新加坡受众传达特定敌意信息，或要求互联网中介和互联网接入服务商介入，屏蔽敌意信息。
法令将直接参与新加坡政治、或参与涉及政治目的的活动的个人与组织，列为“具政治影响力的人”（英語：Politically Significant Persons）。这包括政党、政治职务者、议员、国会领袖、国会反对党领袖，以及选举候选人和选举代理。具政治影响力的个人与组织须披露与外国实体的关系，并申报1万新元或以上，来自新加坡当地与外来的捐款。“具政治影响力的人”的名单将被公之于众。

## 反应

### 当地
- 赞成——人民行动党议员尚穆根（法令最初制定时任内政部兼律政部长）：尚穆根表示国家当前需要这项法令来解决对国家安全的“严重威胁”，称互联网“为颠覆创造了强大的新媒体”。[14]
- 赞成——人民行动党议员杨莉明（法令最初制定时任通讯及新闻部长兼内政部第二部长）：杨莉明在一场对话会中指出，“敌意信息宣传散播迅速且擅长走漏洞，道高一尺，魔高一丈，防止外来干预法如果没有赋予内政部长一定权力来及时遏制这类行为，实际上起不到有效作用。”她表示这项法令有助于内政部长针对外部势力的干预采取及时的行动；外来干预就像“病毒”，而立法对付外来干预，就像“打疫苗”。[15]
- 赞成——人民行动党议员孙雪玲（法令最初制定时任教育部兼社会及家庭发展部政务部长）：孙雪玲于2021年10月4日在国会上指出，“法案提出设立独立审查庭来审理上诉。因为相比高庭，独立审查庭来审理上诉更加合适，因为它的审查人员除了有大法官，还有具有专业能力的人士，例如安全分析和技术专家，他们具有背景和专业知识去审理关于国家安全的问题。这些独立审查庭成员自己也需要通过必要的安全审核。”[16]
- 偏向反对——工人党议员毕丹星（法令最初制定时任国会反对党领袖）：毕丹星于2021年10月4日在国会上质疑新法赋予内政部长太大的权力，他呼吁政府将法案提交一个特别委员会进一步审查，同时听取更多民间的反馈意见。[16]
- 偏向反对——新加坡前进党非选区议员梁文辉：梁文辉于2021年10月4日在国会上表示应延迟通过该法案以让国人和特别委员会有足够时间审查。他认为法案“给予政府欲加之罪何患无辞的权利”。[17]
- 偏向反对——官委议员陈艺璇：陈艺璇于2021年10月4日在国会上表示，“想要影响公众意见或决定，是倡导活动时的重要组成部分。不断增加的申报要求，可能会让小型机构被盯上，也会给想要参与和贡献或只是单纯想要发表意见的公众增添障碍。民间倡议活动可能会因此重新考虑。”[16]
- 反对——社运人士覃炳鑫：覃炳鑫声称该法案是内政部长尚穆根的“政变”企图。[18][19]

政府面向疑虑的解释：面对质疑，内政部澄清，民间社会组织仍可在法案通过后同外国人会面，前提是这些外籍人士对该民间组织没有控制权或影响力。该法案的目的不是要压制政治性言论的表达或活动，而是为了防止外国势力通过本地代理人插手或影响新加坡内政。
民众请愿：有当地民众自发在请愿网站Change.org联署，希望政府延迟立法以花更多时间审查法案。这项请愿截至法案预定进行三读的2021年10月4日早晨吸引了超过7000人签名，并得到了当地30多个民间组织的认可。这项请愿以失败告终。

### 海外
- 偏向赞成——面簿：面簿发表声明赞同该法案所要达成的目标，但同时指出其措辞“过于宽泛”。[22]
- 反对——人权观察组织（HRW）：人权观察组织亚洲区副主任罗伯森（英語：Account Restriction Direction）表示新加坡把外来影响力当成「鬼怪，用以合理化他们对反对派政治人物、公民社会活跃人士与独立媒体的进一步迫害」，新加坡的国际声誉将因此「遭受最重大的打击」。[23]该组织也表示这项法令只会使新加坡人由于害怕报复而难以提出人权问题的情况恶化，并损害民间社会与国际社会接触的能力。[24][25]
- 反对——无国界记者组织（RSF）：无国界记者组织对这项法令的制定表示“震惊”。该组织表示当局可“打着维护国家主权的幌子”，利用本法“指定任何独立媒体为外国代理人，并审查其内容。”[26]
- 反对——國際特赦組織（AI）：国际特赦组织将FICA描述为一个“镇压异议的工具”。[27]